# Fen Beck
Der Fen Beck ist ein Bach in North Yorkshire, England, seinen Ursprung hat er im Stalpes Beck, der südlich der Bahnstrecke Leeds–Morecambe südlich von Austwick entsteht und mit mehreren kleinen Zuflüssen den Fen Beck bildet. Der Bach fließt in westlicher Richtung und mündet in den Kettles Beck, kurz bevor dieser mit Clapham Beck und Austwick Beck den Wenning bildet.